# T-Short
t-Short reprezintă prima formație de muzică din România care a adoptat genul dance. Ei și-au luat încă de la primul album supranumele de „Mesagerii Dragostei”. Sunt originari din București și au înființat trupa în octombrie 1994. În 1995 a apărut primul lor hit, intitulat „Noapte de vis”. In iunie 1996 au scos primul lor album: „Noapte de vis”, vândut în peste 100.000 de exemplare și promovat printr-un turneu național. Cei trei mai au în palmares și prima apariție a unei formații românești de dance pe un post de televiziune străin, MCM, cu piesa „Noapte de vis” (techno remix). 
Următorii patru ani i-au consacrat pe cei de la t-Short ca fiind cei mai de succes pe piața de gen din România, între anii 1997 și 1999 formația producându-și singură materialele. Au reușit să umple stadioane și Sala Polivalentă din București cu plătitori de bilete, în repetate rânduri. Albumul „Enigma nopții” a fost promovat printr-un concert umanitar susținut tot pe stadion. În 1998 au fost printre primele formații dance românești care au apărut în cadrul Festivalului de la Mamaia cu piesa „Te rog nu pleca”. De asemenea, cu piesa „Spune-mi” au fost nominalizați la premiile Ballantines, categoria „cea mai bună trupă dance”. 
În 2000 cei de la t-Short au scos ultimul album, intitulat „Ochii tăi”, sub egida unei case de producție bucureștene. 
În 2005 doi dintre cei trei componenți inițiali ai trupei (al treilea fiind plecat definitiv în S.U.A.) au hotărât să o reînființeze, colaborând cu Laurențiu Duță, George Călin și Rolando Vasilescu pentru crearea unui nou album. Albumul intitulat „Nimeni nu ne va despărți”, a fost lasat pe 16 decembrie 2006 la Râmnicu Vâlcea.

## Componență
Membri actuali
- Carmen Ionescu (n. 30 noiembrie 1978)
- Cosmin Murea (n. 26 iunie 1976)
- Eric Stoica (n. 4 ianuarie 1978)

Colaboratori
Interpreți:
- Drew Klein
- Laurențiu Duță membru al formației 3SE
- Viorel Șipoș membru al formației 3SE
- Mihai Budeanu membru al formației 3SE
- Karie membru al formației Verbal

Compozitori și orchestratori:
- Daniel Alexandrescu membru al formației K1
- Edi Schneider alias DJ Phantom
- Carmen Ionescu t-SHORT
- Laurentiu Duta
- Karie
- George Calin

## Discografie
- Noapte de vis, LP, 1996
- Aripi să pot zbura, Maxi-single, 1997
- Enigma Nopții, LP, 1998
- Millenium, EP, 1999
- Ochii tăi, LP, 2000
- M-am trezit, Maxi-single, 2005 (material destinat exclusiv publicității, necomercializabil) Piese de pe acest album pe Situl oficial Arhivat în 5 martie 2007, la Wayback Machine.
- Nimeni nu ne va despărți, LP, 2006

(Datorită întârzierii lansărilor oficiale a albumelor Millenium și Ochii tăi, independente de apariția lor pe piață , anii indicați în paranteză pot diferi în anumite surse de informare - 2000, respectiv 2001)

## Videoclipuri
- Spune-mi, de pe LP-ul Enigma nopții
- Ești ca un înger, de pe EP-ul Millenium
- Prin ploaie, de pe LP-ul Ochii tăi

## Piese muzicale reprezentative
- Noapte de vis (1996)
- Amintire (1997)
- Aripi să pot zbura (1997)
- Spune-mi (1998)
- Te rog nu pleca (1998)
- Ești ca un înger (1998)
- Nu mă meritai (feat. Drew Klein) (1998)
- Fugi de întuneric (1999)
- Aș vrea să uit (1999)
- Prin ploaie (2000)
- M-am trezit (2006)
- Nimeni nu ne va despărți (2006)

(Anii corespund apariției pe piață, în cadrul albumelor corespunzătoare, a acelor piese, unele dintre ele putând fi create în ani precedenți)